# Frankrikes herrlandslag i bandy
Frankrikes herrlandslag i bandy representerade Frankrike i bandy på herrsidan. Det är oklart när Världsmästerskapsdebuten kommer att ske då man inte är medlem av Federation of International Bandy. Man deltog i Europamästerskapet i bandy 1913.